# Hinnerk Scheper

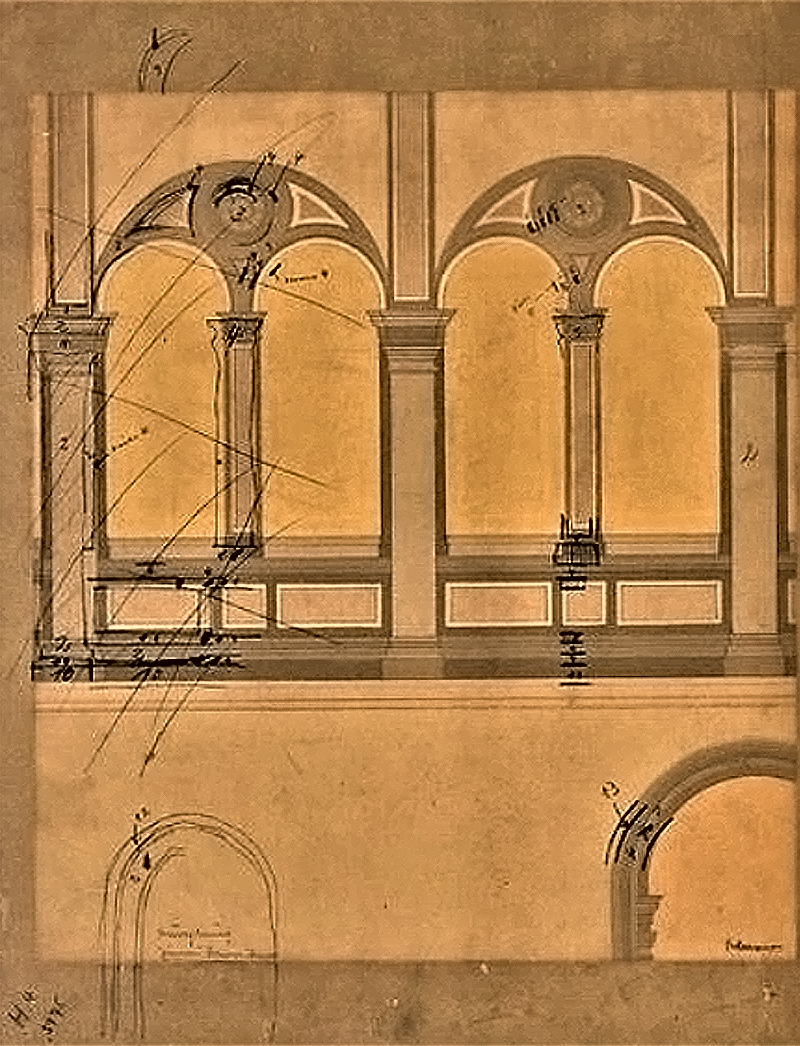
Technische Hochschule Berlin. Hauptgebäude: Farbenplan Haupttreppe, Ansicht 1:20, Farbvorschlag von Hinnerk Scheper

Hinnerk Scheper (* 6. September 1897 in Wulften, Landkreis Bersenbrück als Gerhard Hermann Heinrich Scheper; † 5. Februar 1957 in Berlin) war ein deutscher Farbgestalter, Lehrer am Bauhaus, Lehrer an der Moskauer Schule für Gestaltung WChUTEIN, Fotograf, Sachbuchautor, Restaurator, Denkmalpfleger, Landeskonservator und Stadtplaner.

## Leben
Hinnerk Scheper wurde am 6. September 1897 als Sohn von Catherine Dühne geboren, die später seinen Stiefvater Tischlermeister Hermann Gerhard Heinrich Scheper heiratete.
Sein älterer Bruder war Hermann Scheper, der am 3. April 1892 zur Welt kam.
Im Alter von 7 Jahren wurde Scheper 1904 in die evangelische Volksschule in Wulften eingeschult. Nach dem Abschluss der Schule 1912, begann er eine Malerlehre bei Malermeister Gustav Nehmelmann. Mit dem gleichzeitigen Besuch einer Weiterbildungsschule im nahen Osnabrück, erweiterte Scheper sein Wissen in den Fächern Zeichnen und Mathematik. 1915 nach erfolgreicher Gesellenprüfung fand er seine erste Arbeitsstelle in Quakenbrück bei Malermeister Rudolf Engel und arbeitete 1916 im Postamt von Badbergen, da sein Meister eine Dienstverpflichtung an eine Werft nach Bremen erhielt. In der vorangegangenen Zeit war es Scheper gelungen, zwei selbst gemalte Gemälde zu verkaufen und sich von dem Geld seinen ersten Fotoapparat zu leisten. Die Fotos entwickelte er in seiner selbst eingerichteten Dunkelkammer. Von 1918 bis 1919 besuchte er die Kunstgewerbeschulen, Schwerpunkt Fotografie, in Düsseldorf und Bremen. In den Jahren 1919 bis 1922 studierte er am Bauhaus in Weimar in der Grundlehre bei Johannes Itten und Paul Klee und Wandmalerei bei Itten und Oskar Schlemmer. Seine Meisterprüfung bestand Hinnerk Scheper als Maler. Noch im selben Jahr heiratete er seine Studienkollegin Lou Berkenkamp. Von 1922 bis 1925 war Scheper Maler und Farbgestalter und in diese Zeit fielen seine Arbeiten für Bauten in Weimar und Münster. Von 1925 leitete Scheper – in der Nachfolge von Wassily Kandinsky, die Werkstatt für Wandmalerei am Bauhaus in Dessau bis zur endgültigen Schließung des Bauhauses durch die Nationalsozialisten 1933.

## Die Bauhaus-Tapete

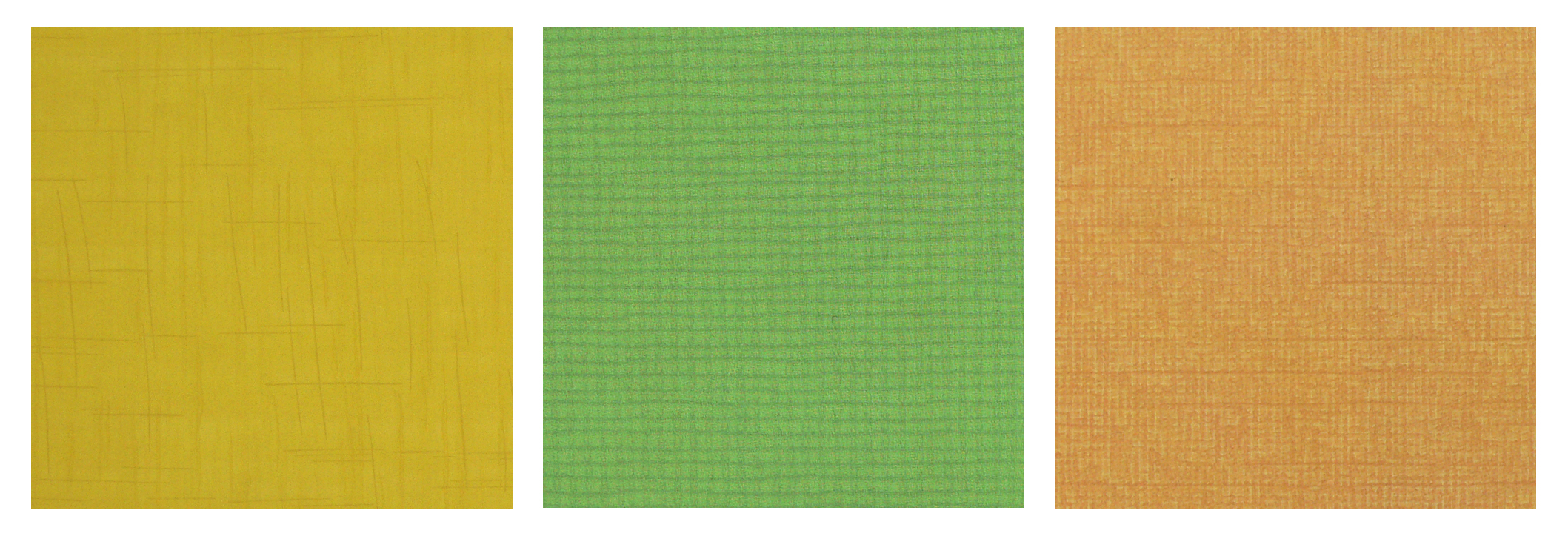
Drei Muster von Bauhaus-Tapeten, links Muster b 4

Unter Führung von Direktor Hannes Meyer, der am 1. April 1928 die Nachfolger von Walter Gropius übernahm, wurde eine Gruppe zur Erarbeitung von Entwürfen für die Bauhaus-Tapetenkollektion berufen, diese bestand aus Hinnerk Scheper, Ludwig Hilberseimer, Josef Albers und Joost Schmidt. Scheper veranstaltete in der Wandmalereiwerkstatt unter seinen Schülern einen Gestaltungswettbewerb für die Tapetenmuster. Durch Maria Rasch, Schwester von Emil Rasch Mitbesitzer der Tapetenfabrik Gebrüder Rasch in Bramsche, wurde die Produktion der Bauhaus-Tapeten angeregt. Die Muster-Kollektion, umfasste vierzehn Muster mit je fünf bis 15 Farbvarianten, jeweils mit strukturiertem kleinteiligem Designs und verschnittfrei zu verarbeiten. Nach anfänglichen Anlaufschwierigkeiten wurden die Tapeten ein voller wirtschaftlicher Erfolg und durch ständige Modernisierung überdauerten die Muster auch die Bauhausschließung bis ins heutige Rasch-Sortiment.

„Sie gab uns die Möglichkeit, eine uns eigentümliche Farbigkeit und eine von uns entwickelte Textur der getönten Fläche vom Putz auf das Papier zu übertragen. so konnten wir unsere Art der Wandbehandlung und auch unser Prinzip der Raumgestaltung auf dem Weg über die mechanische Vervielfältigung zu einem allen zugänglichen Industrieprodukt verallgemeinern und populär machen.“

## Die Zeit in Moskau

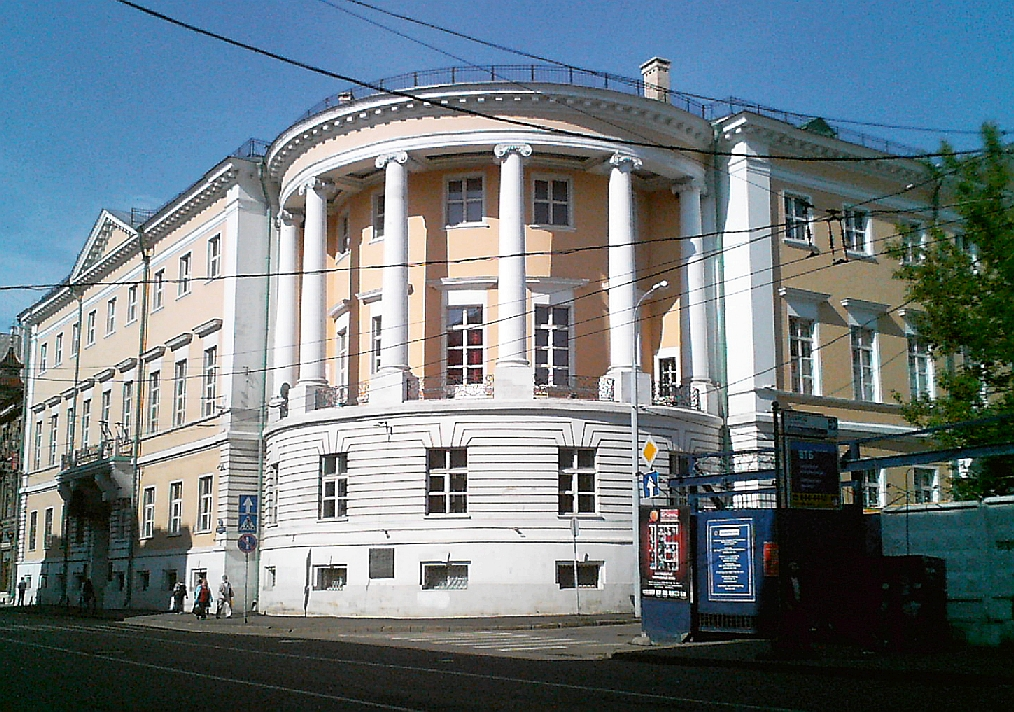
Ehemaliges Wchutemas-Gebäude in Moskau (WChUTEIN)

Auf Vermittlung von Fred Forbát bekam Scheper 1929 eine Einladung von der sowjetischen Handelsvertretung in Berlin Lindenstraße 20–25, mit dem Angebot als Spezialist Gebäude in Moskau farblich zu gestalten.  Daraufhin war Scheper von 1929 bis 1931 vom Bauhaus beurlaubt, um in der sowjetischen Hauptstadt Moskau eine staatliche Beratungsstelle für Farbgestaltung mit Entwurfsbüro und dazugehöriger Lehrtätigkeit für die gesamte Sowjetunion aufzubauen und zu leiten. Seine Frau Lou begleitete ihn nach Moskau und half ihm in dieser Zeit. Sein russischer Kollege in der „Beratungsstelle für Farbe in der Architektur und im Stadtbild“ (russisch Maljarstroj) wurde Boris Ender, ein Schüler von Michail Matjuschin. 1930 folgte Erich Borchert seinem Lehrer und übernahm im Planungsbüro Maljarstrojprojekt 1931 die Führung von Scheper, der nach Deutschland zurückging. Daneben unterrichtete Scheper an der Schule für Gestaltung WChUTEIN. Gleichzeitig entstanden Fotoserien über Menschen und Architektur in der Sowjetunion.

## Die Zeit des Nationalsozialismus
Bis 1932 arbeitete er mit seiner Frau Lou für verschiedene Fotoagenturen in Berlin, nach 1934 beschäftigte er sich mit freier künstlerischer Tätigkeit, Farbgestaltungen und Restaurierungsarbeiten. Im Jahr 1934 verwehrten die Nationalsozialisten Scheper die Mitgliedschaft im Reichsverband der Deutschen Presse. 1937 wurde in der Nazi-Aktion „Entartete Kunst“ nachweislich aus dem Schlossmuseum Weimar sein Aquarell Straße (38 × 27,3 cm, 1922) beschlagnahmt und vernichtet.
Von 1942 bis 1945 leistete Scheper Kriegsdienst in Deutschland.

### Nach dem Zweiten Weltkrieg

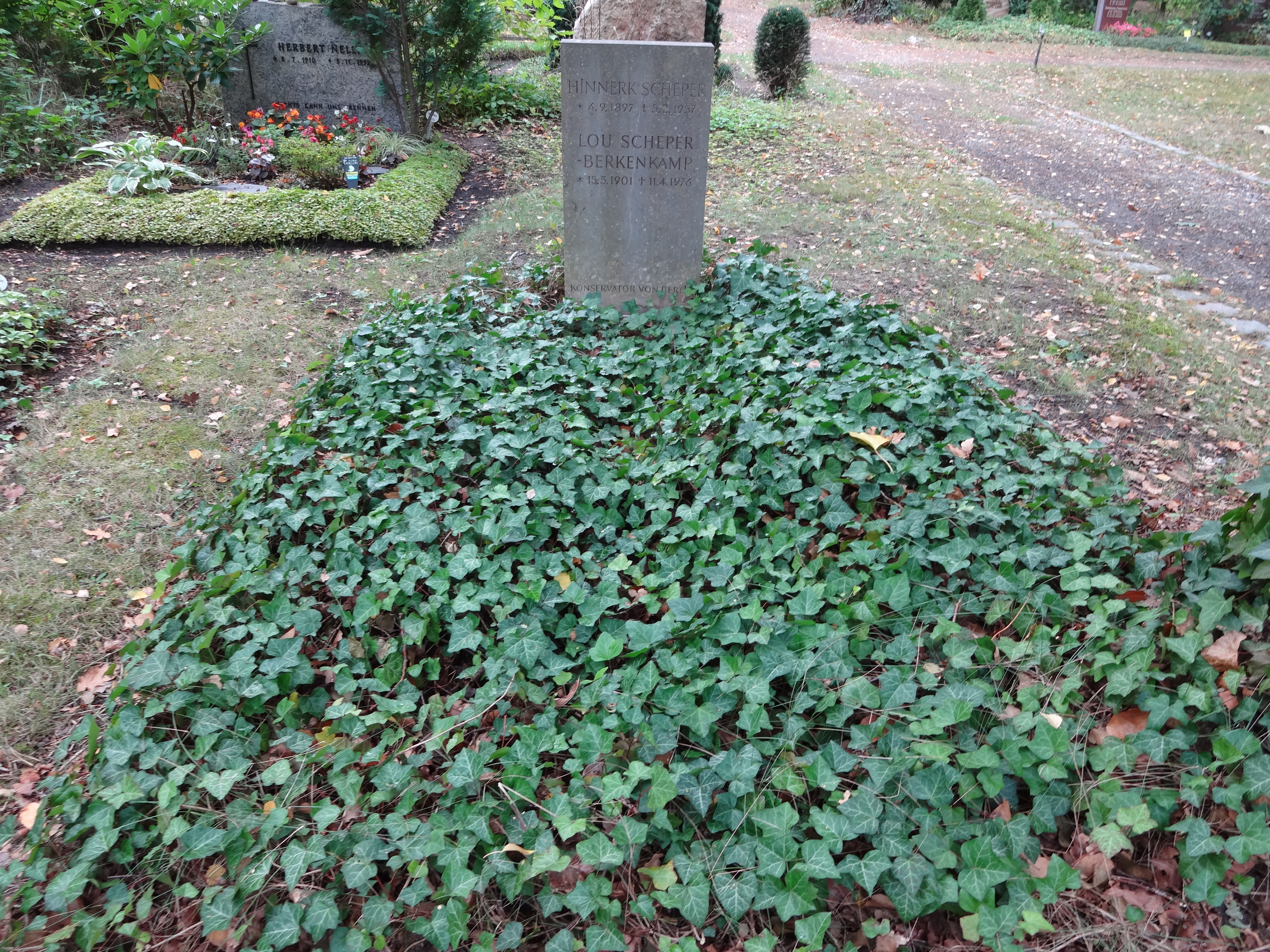
Grabstätte von Scheper und seiner Frau in Berlin

Im Jahr 1945 ernannte ihn der Berliner Magistrat zum Leiter des Amtes für Denkmalpflege und Stadtplanung und Landeskonservator von Berlin. Im gleichen Jahr gehörte er zu den Rettern der Neuen Wache in Berlin, wie auch 1949 der Architekt und Denkmalpfleger Selman Selmanagić.
Während der Spaltung Berlins protestierte Scheper erfolglos gegen die Räumung des Berliner Stadtschlosses durch die Deutsche Volkspolizei im Oktober 1948. Der aussichtslose Kampf gegen den vom Ost-Berliner Magistrat betriebenen Abriss des Schlosses veranlasste ihn und die Direktorin der Berliner Schlösserverwaltung, Margarete Kühn, ihre Sitze nach West-Berlin zu verlegen. In einer Sachverständigenkommission, bestehend aus Professor Richard Sedlmaier aus Kiel, Professor Günther Grundmann und Dr. jur. Günter Scheefe aus Hamburg, machte Scheper 1951 als Gutachter auf sich aufmerksam. Die Kommission entlarvte die Fälschungen in der Marienkirche von Lübeck. 1950/51 kam die „Bauhaus-Tapetenkollektion“, noch im alten Bauhaus-Tapetendesign der 1930er Jahre, erstmals wieder in den Handel. Scheper blieb, wie schon in der Zeit bis zum Kriegsbeginn, für ihren Entwurf und ihre Farbgebung verantwortlich. Ab 1952/53 modernisierte die Firma Rasch die Kollektion und orientierte sich jetzt an skandinavischen Designs. Ab 1952 hatte Scheper einen Lehrauftrag für Denkmalpflege an der Technischen Universität Berlin und ab 1953 führte er als Landeskonservator von Berlin (West) den Titel Regierungsdirektor. Hinnerk Scheper verstarb am 5. Mai 1957 in Berlin, das gemeinsame Grab der Eheleute befindet sich auf dem Waldfriedhof Zehlendorf.

## Familie
Am 22. Dezember 1922 heiratete Hinnerk Scheper Hermine Luise (Lou) Berkenkamp (* 15. Mai 1901; † 11. April 1976) in der Stadtkirche St. Peter und Paul in Weimar.
Aus der Ehe gingen folgende Kinder hervor:
- Jan Gisbert (* 7. November 1923)
- Britta (* 28. März 1926; † 14. Januar 2012)[21]
- Dirk (* 21. August 1938; † 26. April 2021),[22] Ehefrau Renate Scheper.[1]

## Werke
Höhepunkte im Schaffen Schepers in Dessau waren seine Farbgestaltung und das Farbleitsystem im Bauhausgebäude Dessau und die Farbgestaltung der Meisterhäuser sowie die der Siedlung Dessau Törten. Zu seinen wichtigsten Farbgestaltungen in Moskau gehört das Narkomfin von Ginsburg und Milinis. Restaurierungsmaßnahmen führte Scheper am Schloss Sacrow (Potsdam), am Kammergericht, im Reichsforstamt und Prinz-Albrecht-Palais in Berlin durch. „Der Wiederaufbau Berlins, insbesondere die Rettung und Wiederherstellung historischer Bauwerke, von Kirchen und Schlossbauten, bleibt eng mit dem Namen Hinnerk Scheper verbunden.“
- 1922 Farbgestaltung  Theaterhaus Jena[25]
- 1926 Gestaltung der Ausstellungsräume in der Galerie Neue Kunst Fides in Dresden, für die Ausstellung von Paul Klee im Juni des Jahres.
- 1926 Farbgestaltung für die Gemäldegalerie im Palais Reina in Dessau, im Auftrag von Ludwig Grote Direktor der Anhaltischen Gemäldegalerie Dessau.[26]
- 1927 Farbgestaltung für die Gemäldegalerie im Schloss Oranienbaum in Oranienbaum-Wörlitz im Auftrag von Ludwig Grote (als Filialgalerie der Galerie im Palais Reina eröffnet).[27]
- Technische Hochschule Berlin. Hauptgebäude: Farbenplan Haupttreppe, Ansicht 1:20.[28]
- Entwurf für ein Farbleitsysteme im Schlossmuseum Weimar
- Farbentwurf für Funktionsbereiche im Essener Folkwang Museum
- 1945 Neue Wache in Berlin, Rettung durch den Beginn von Restaurierungsarbeiten, gegen die sowjetischen Pläne zur Sprengung der Wache.
- Ab 1945 Wiederaufbau des Schlosses Charlottenburg, besonders die von Eosander von Göthe erbauten Teile.
- 1946 Hinnerk Scheper lässt das Reiterstandbild des Großen Kurfürsten im Borsighafen Berlin-Tegel versenken. Die sensationelle Bergung folgte 1948 und nach Restaurierung 1951 die Neuaufstellung, aber nicht mehr am ursprünglichen Platz auf der Kurfürstenbrücke, sondern im Ehrenhof des Schlosses Charlottenburg. Für den Senat in West-Berlin kam eine Überführung an den Originalstandort in Ost-Berlin nicht in Frage, da durch Beschluss der Staatsführung der Deutschen Demokratischen Republik (DDR) das barocke Berliner Schloss, in Sichtweite der Brücke, im September 1950 gesprengt wurde.[29][4]
- 1949–1955 Leitung der Restaurierung des Treppenhauses im Schloss Glienicke und des Knobelsdorffflügels am Schloss Charlottenburg mit Restaurator Erich Demmin[30]
- 1950–56 Wiederaufbau der Luisenkirche (Berlin-Charlottenburg)[31]
- 1951 Stellungnahme gegen den Kunstfälscher Lothar Malskat mit seiner Fälschung in der Lübecker Marienkirche. Verurteilung Malskats am 25. Januar 1955 wegen Betrugs.[32]
- 1952–1957 Restaurierung der Johanniskirche (Berlin), unter Leitung der Architekten Otto Bartning und Werry Roth (1885–1958) im Sinne Schinkels
- 1954 Stadtkonservator Scheper lässt unter strengster Geheimhaltung die Figuren der Siegesallee (Liste der Figurengruppen in der Berliner Siegesallee), zu ihrem Schutz vor den Alliierten und Kommunisten, im Park des Schlosses Bellevue vergraben. Die Berliner nannten die Siegesallee ihre „Puppenallee“. Mit Zustimmung des damaligen Bundespräsidenten Walter Scheel wurden die Figuren im Zuge der Aktion „Rettet die Denkmäler“ erst 1979 wieder ausgegraben.[33][34]
- 1955 Aufbau der Dorfkirche Giesensdorf (Lichterfelde) durch Architekt Ludolf von Walthausen, unter Leitung von Landeskonservator Hinnerk Scheper[35]
- Einsatz für den Erhalt und die sorgfältige Rekonstruktion des barocken Kammergerichts Berlin, erbaut (1734/1735)[36]

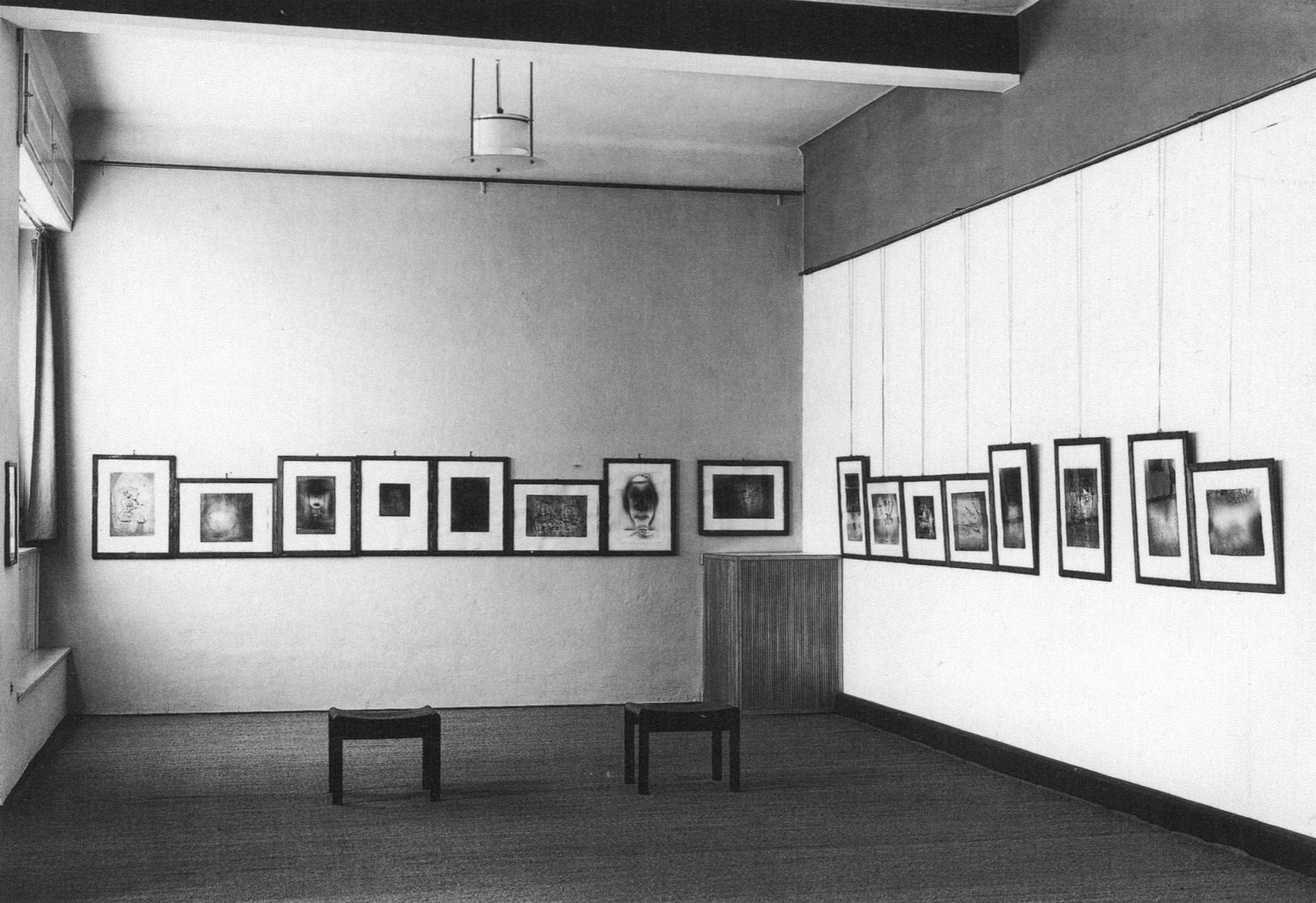
Galerie Neue Kunst Fides, 1926
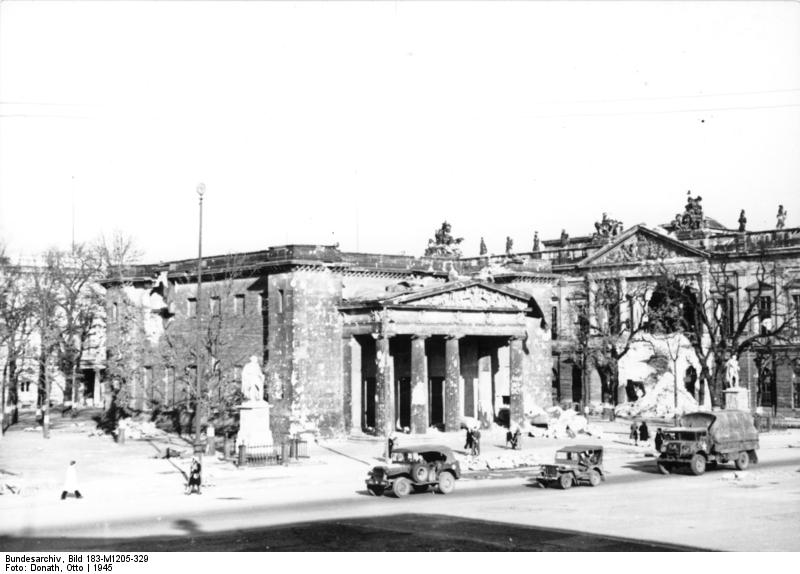
Ansicht der Neuen Wache nach der Zerstörung im Zweiten Weltkrieg, 1945
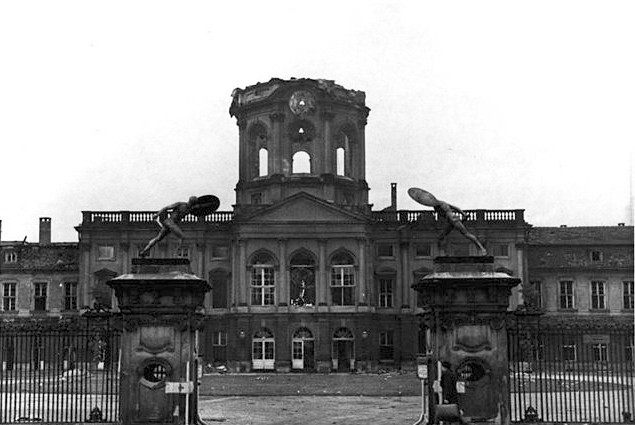
Schloss Charlottenburg nach dem Luftangriff vom 22. November 1943
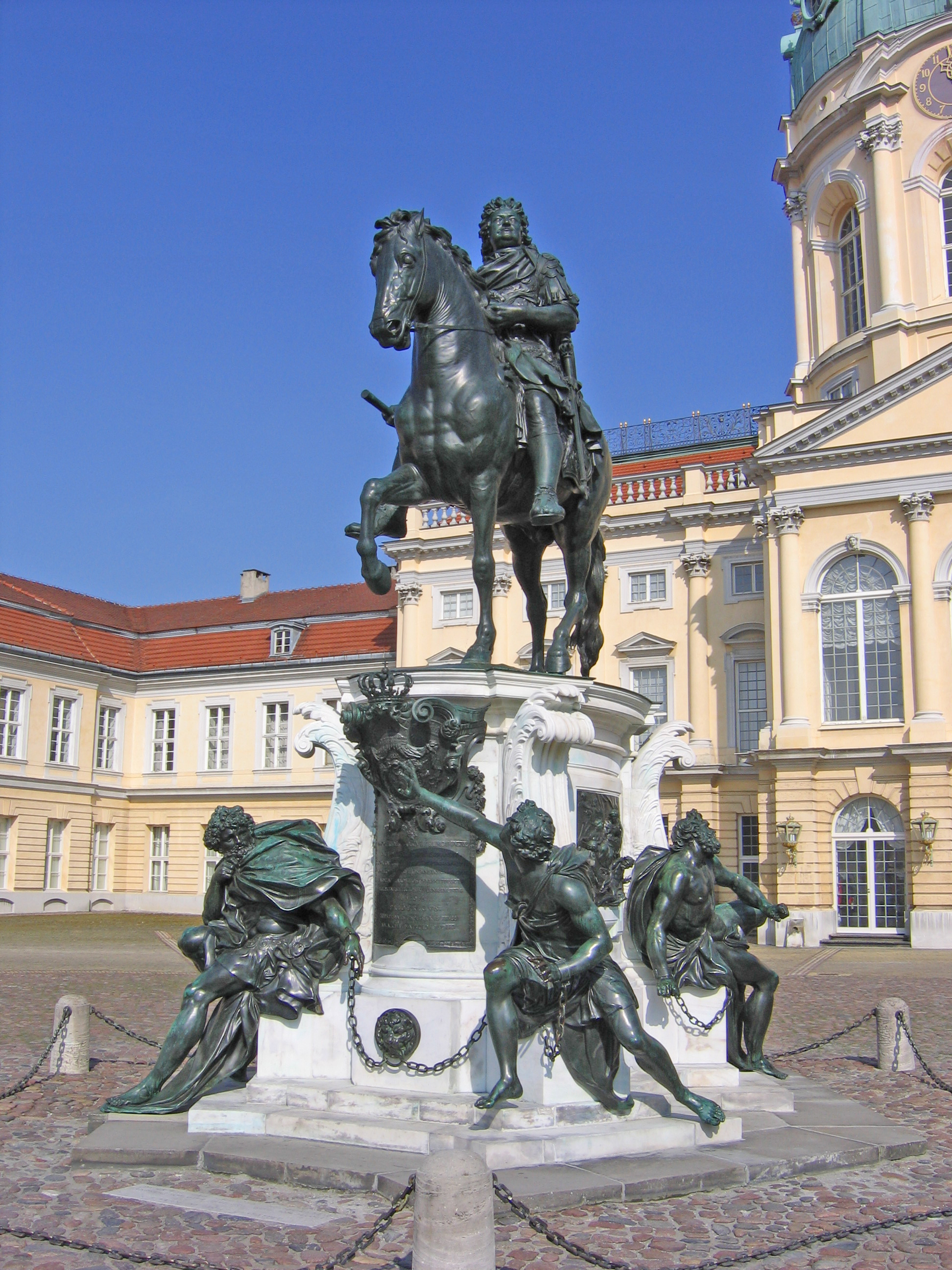
Reiterstadtbild des Großen Kurfürsten im Ehrenhof des Schlosses Charlottenburg Berlin
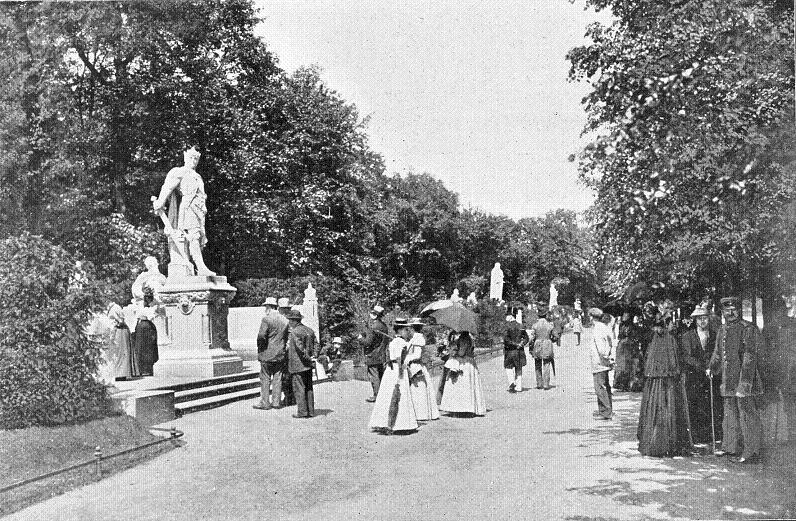
Siegesallee Berlin 1903, von den Berlinern „Puppenallee“ genannt
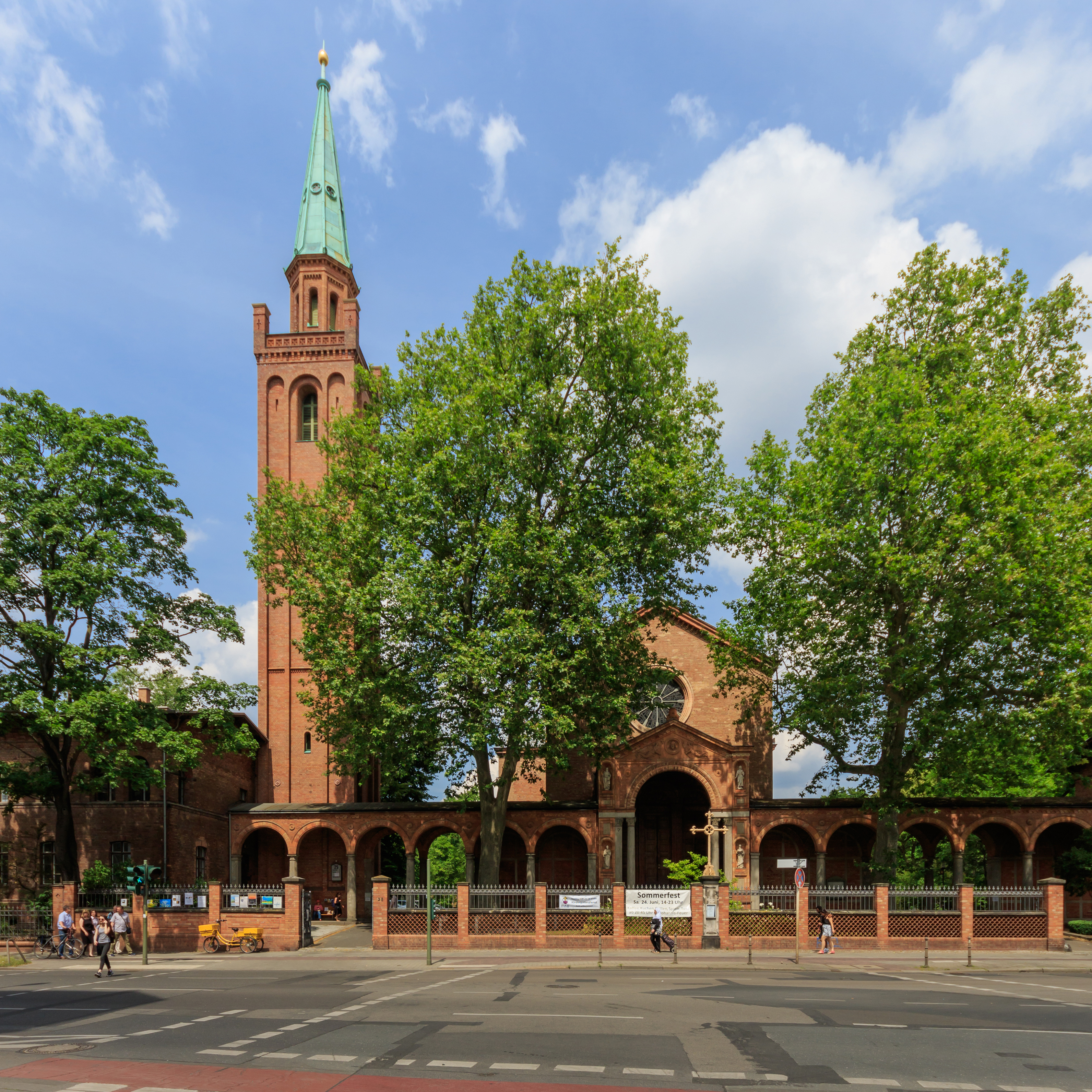
Johanniskirche in Berlin-Moabit, 2017
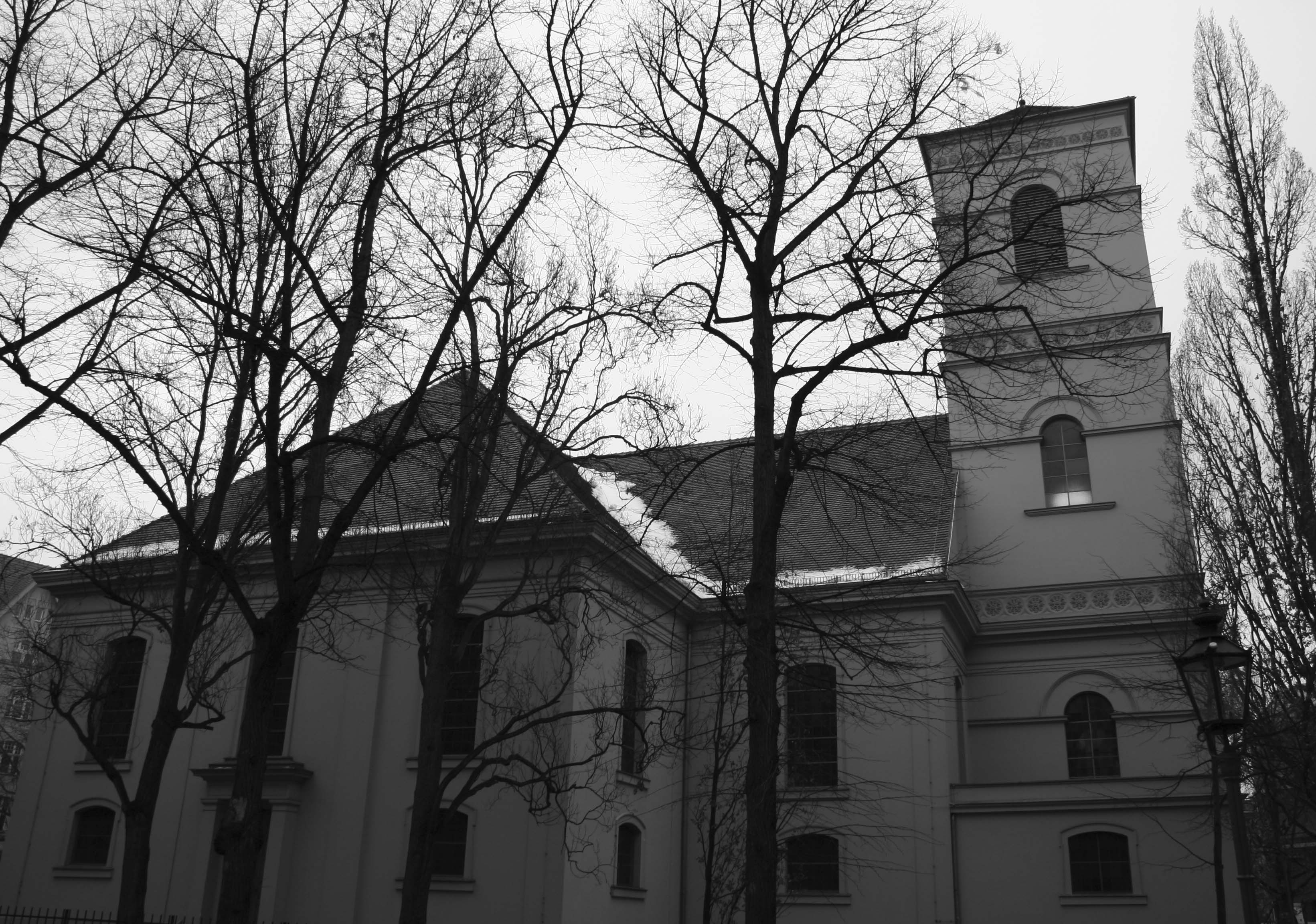
Luisenkirche in Berlin-Charlottenburg
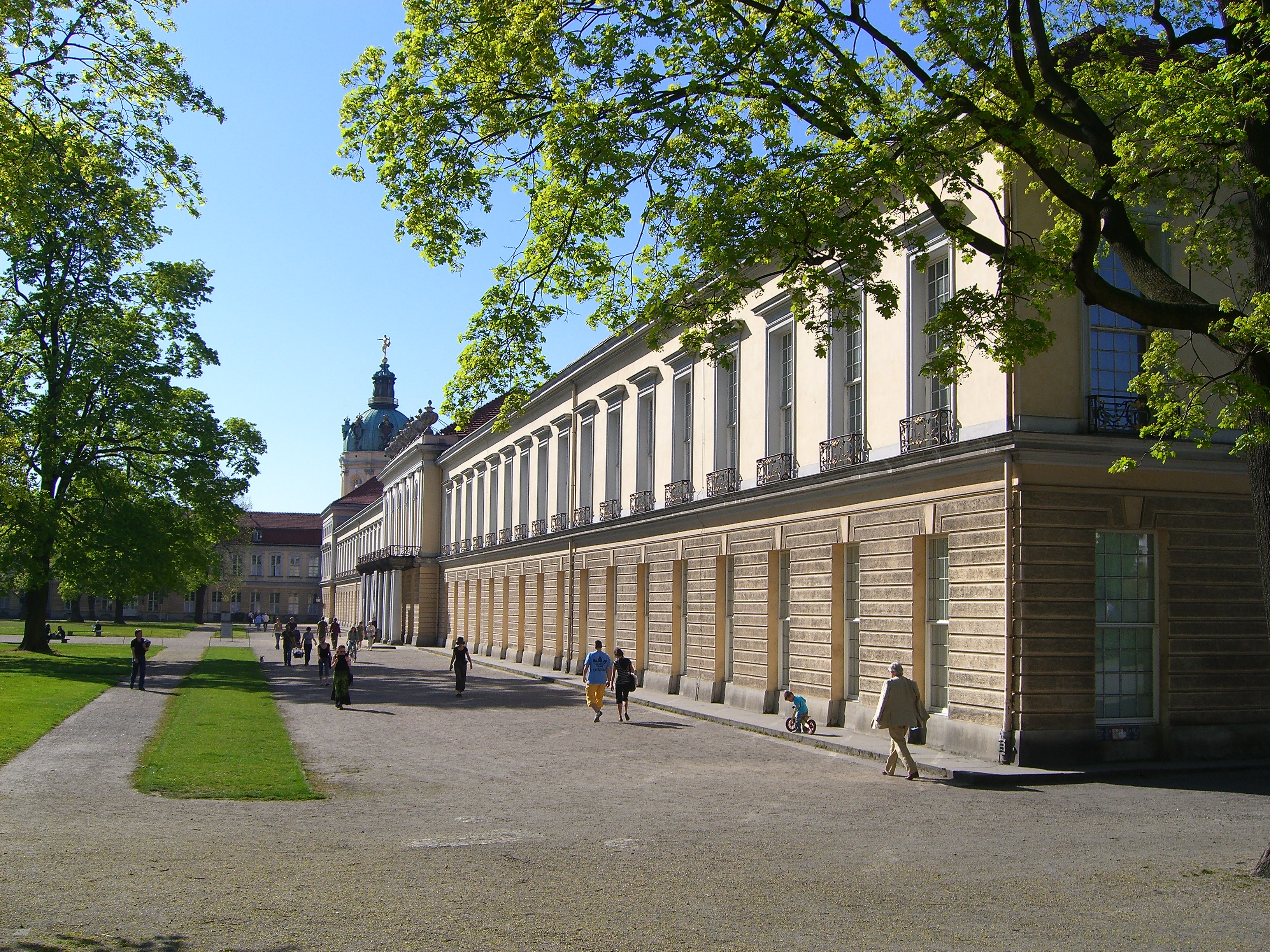
Schloss Charlottenburg: Knobelsdorff-Flügel
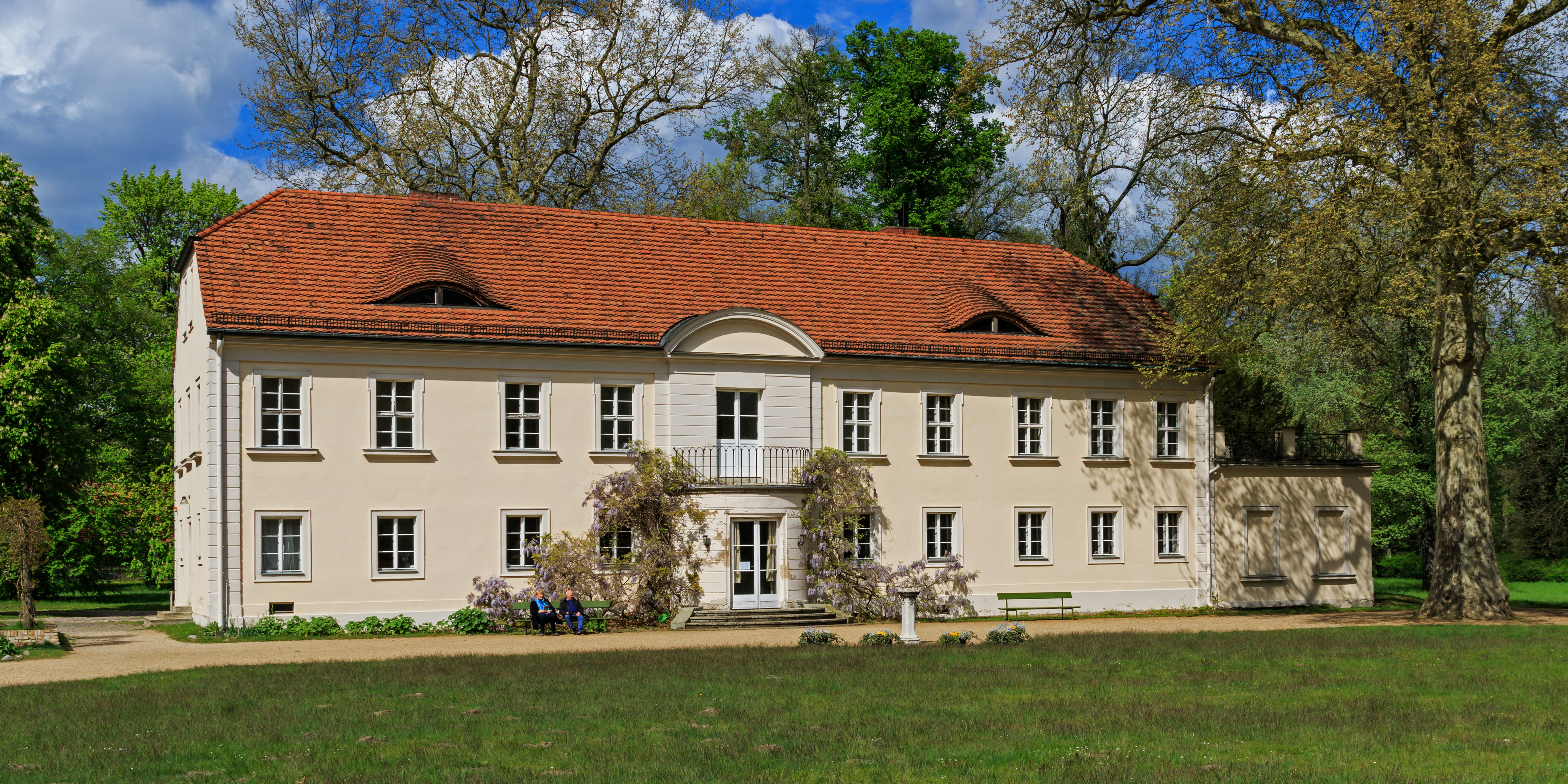
Schloss Sacrow, 2015
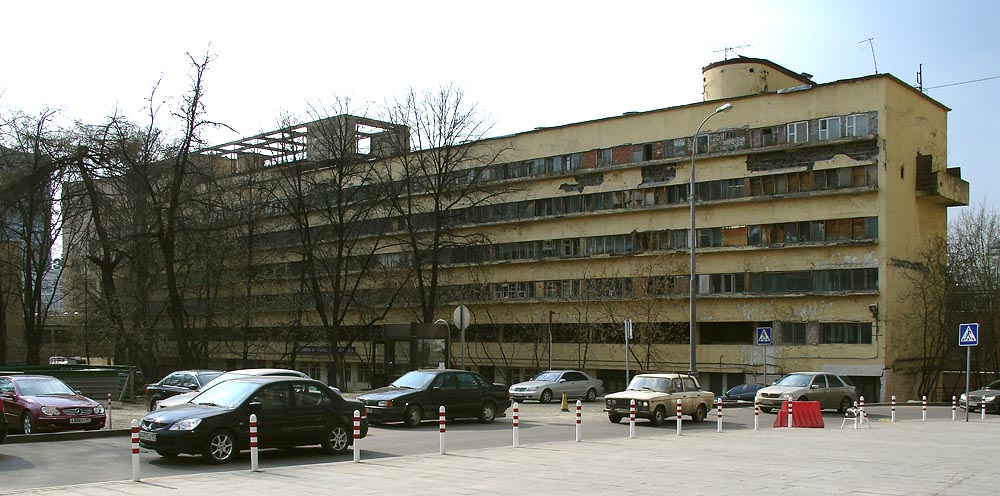
Narkomfin-Kommunehaus in Moskau, 2007

## Veröffentlichungen
- Restaurieren und Berufsethos. In: Deutsche Kunst und Denkmalpflege 1955, S. 109–111.
- (Hrsg.): Die Bauwerke und Kunstdenkmäler von Berlin.  Im Auftrag des Senats von Berlin hrsg. von Hinnerk Scheper. Schriftleitung Paul Ortwin Rave. Ab 3: Im Auftrag d. Senators f. Bau- u. Wohnungswesen hrsg. vom Landeskonservator Berlin [später:] Amt für Denkmalpflege. Band 1-4. Gebr. Mann, Berlin 1970-1980.
- Zehn Jahre Denkmalpflege in Berlin. In: Deutsche Kunst und Denkmalpflege, 1957, S. 56–60.